# Dana Jurásková
Dana Jurásková (* 21. září 1961 Uherské Hradiště) je česká manažerka, politička a vysokoškolská pedagožka v oboru ošetřovatelství, původní profesí zdravotní sestra. V letech 2009 až 2010 zastávala post ministryně zdravotnictví ČR ve Fischerově vládě. Od roku 2010 je členkou ODS, v letech 2009 až 2018 byla ředitelkou Všeobecné fakultní nemocnice v Praze.

## Život
Po absolvování střední zdravotnické školy v Uherském Hradiští (1976–1980) pracovala jako zdravotní sestra na Klinice kardiologie v IKEMu (1980–1987). Vysokoškolské vzdělání získala na Filozofické fakultě Univerzity Karlovy, kde studovala obory pedagogika – ošetřovatelství (Mgr., 1985–1991). Po sametové revoluci se stala vrchní sestrou na Neurologické klinice Fakultní Thomayerovy nemocnice (FTN) v Krči (1991–1995). Současně začala přednášet ošetřovatelství na Ústavu teorie a praxe ošetřovatelství 1. LF UK (1991–1996), kde v období 2003–[008 pracovala na pozici vedoucí ústavu. V letech 1996–2009 působila ve funkci náměstkyně ředitele FTN. V období 2000–2004 studovala na Vysoké škole ekonomické, kde získala titul Master of Business Administration. Poté absolvovala postgraduální vzdělání na Lékařské fakultě Univerzity Palackého v Olomouci v oboru sociální lékařství (Ph.D., 2003–2007), téma její dizertace bylo Pády pacientů v souvislosti s poskytováním zdravotní a sociální péče. V roce 2009 byla jmenována ředitelkou Všeobecné fakultní nemocnice v Praze.
Od roku 2007 do roku 2015 byla prezidentkou České asociace sester.[zdroj?]
Po pádu Topolánkovy vlády na jaře 2009 byla navržena ODS do pozice ministryně zdravotnictví ČR, kterou byla jmenována 8. května 2009. 10. června 2010 vstoupila do ODS.
Je rozvedená, má syna Martina (* 1995) a dceru Kristýnu (* 1989).[zdroj?]
Po dlouhodobých neshodách v manželství se rozhodla odejít od manžela a rozvést se. Ten se jí podle obžaloby proto pokusil 5. dubna 2013 zavraždit a poté spáchat sebevraždu.
Dne 30. listopadu 2018 ji ministr zdravotnictví ČR Adam Vojtěch (nestr./hnutí ANO 2011) odvolal z funkce ředitelky Všeobecné fakultní nemocnice v Praze. Pochybení podle Ministerstva zdravotnictví ČR souviselo s veřejnými zakázkami v úklidu, škoda prý dosáhla desítek milionů korun. Nová smlouva na úklid však byla o několik desítek milionů vyšší. Paradox byl, že ta samá firma, kvůli které byla odvolána, uklízela i na Ministerstvu zdravotnictví a v objektu, kde na reformě psychiatrické péče pracovala Dita Protopopová, zapletená do kauzy únosu Babišova mladšího syna.
Po odchodu z funkce ředitelky VFN v Praze řídí akciovou společnost Léčebné lázně Konstantinovy lázně.